# Ängelholm–Helsingborg repülőtér
Az Ängelholm–Helsingborg repülőtér (IATA: AGH, ICAO: ESTA) Svédország egyik nemzetközi repülőtere, amely Ängelholm közelében található. Éves utasforgalma 191 815 fő (2022).

## Futópályák
A repülőtér futópályái:
- 14/32
- 04/22

## Forgalom
Az utasforgalom az elmúlt években az alábbi módon változott:
| Utasok száma | 373 125 | 394 933 | 364 356 | 396 757 | 412 852 | 407 735 | 418 027 | 403 100 | 110 142 | 191 815 |
|              | 2005    | 2007    | 2009    | 2011    | 2013    | 2014    | 2016    | 2018    | 2020    | 2022    |

## Légitársaságok és úticélok
A következő légitársaságok közlekedtetnek járatokat a repülőtérre:
| Légitársaság                    | Célállomások                                     |
| ------------------------------- | ------------------------------------------------ |
| BRA Braathens Regional Airlines | Stockholm–Bromma Szezonális: Sälen–Trysil, Visby |
| Scandinavian Airlines           | Stockholm–Arlanda Szezonális: Östersund          |